# Mirco Ruggiero
Mirco Ruggiero (Latina, 2 de febrero de 1969) es un deportista italiano que compitió en bobsleigh. Ganó una medalla de oro en el Campeonato Europeo de Bobsleigh de 1994, en la prueba cuádruple.

## Palmarés internacional
| Campeonato Europeo | Campeonato Europeo  | Campeonato Europeo | Campeonato Europeo |
| Año                | Lugar               | Medalla            | Prueba             |
| ------------------ | ------------------- | ------------------ | ------------------ |
| 1994               | La Plagne (Francia) | Medalla de oro     | Cuádruple          |